# Война одного человека
«Война одного человека» (англ. One Man's War) — телефильм режиссёра Сержиу Толедо (порт. Sergio Toledo).

## Сюжет
Фильм рассказывает о печальной истории доктора Хоэля Филартиги (исп. Joel Filártiga) и его семьи во времена диктатуры генерала Альфредо Стресснера в Парагвае (1976). Вместе со своей семьёй доктор помогает парагвайским беднякам.

## В ролях
- Энтони Хопкинс — Хоэль
- Норма Алеандро — Нидия
- Фернанда Торрес — Долли
- Леонардо Гарсия Вале — Хоэлито
- Ана Офелия Мургия — донья Тереса
- Хосе Антонио Эстрада — Леандро
- Рубен Блейдс — Перроне
- Серхио Бустаманте — Гомес